# IC 3586
IC 3586 је елиптична галаксија у сазвјежђу Дјевица која се налази на листи објеката дубоког неба у Индекс каталогу.
Деклинација објекта је + 12° 31' 13" а ректасцензија 12h 36m 54,9s. Привидна величина (магнитуда) објекта IC 3586 износи 13,6 а фотографска магнитуда 14,6. IC 3586 је још познат и под ознакама MCG 2-32-157, CGCG 70-193, VCC 1695, PGC 42099.